# Cratoxylum formosum
Cratoxylum formosum (можливі назви українською — мампат рожевий, кратоксилум красивий) — вид рослин родини звіробійні (Hypericaceae).

## Будова

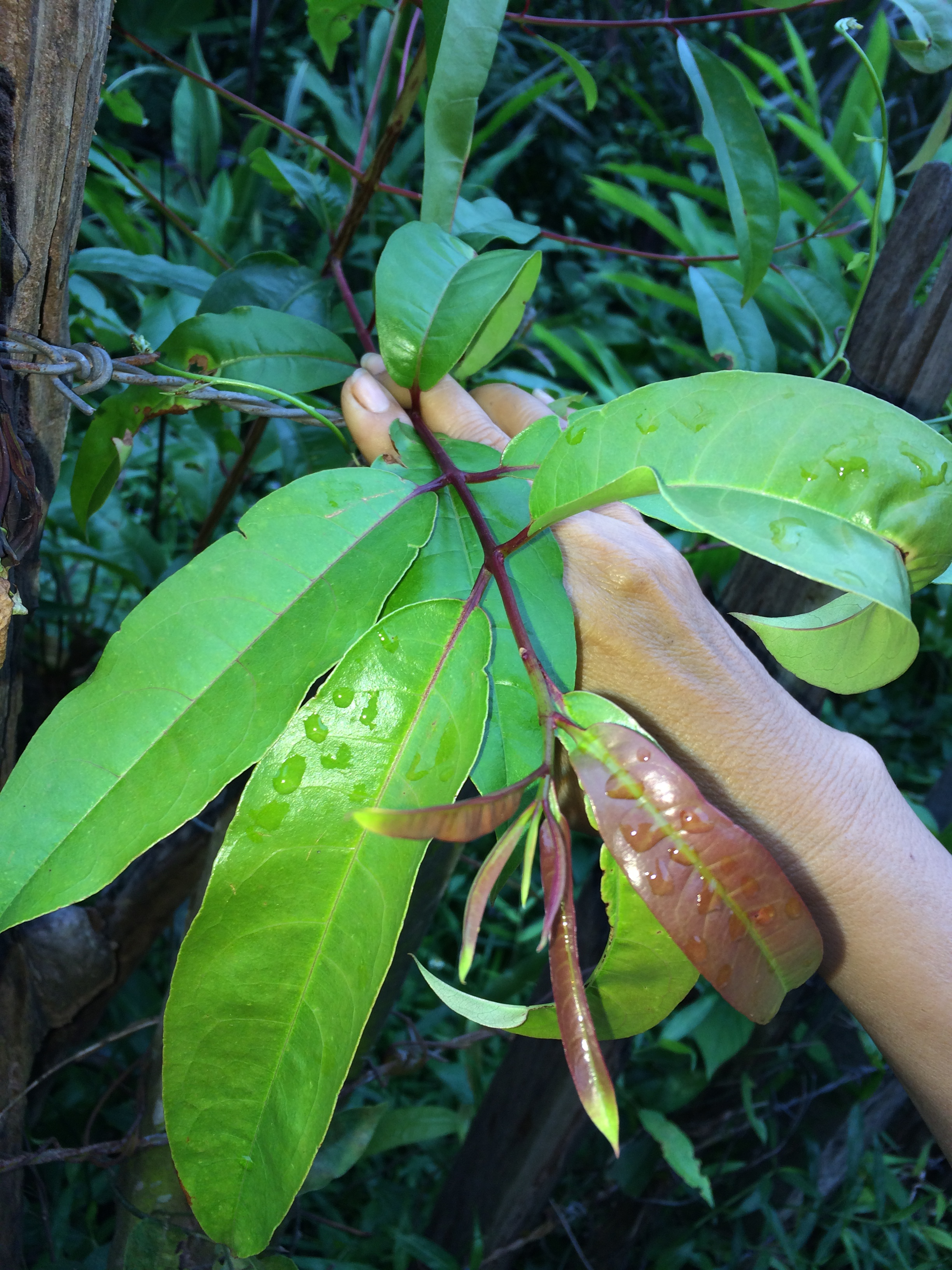
Листя

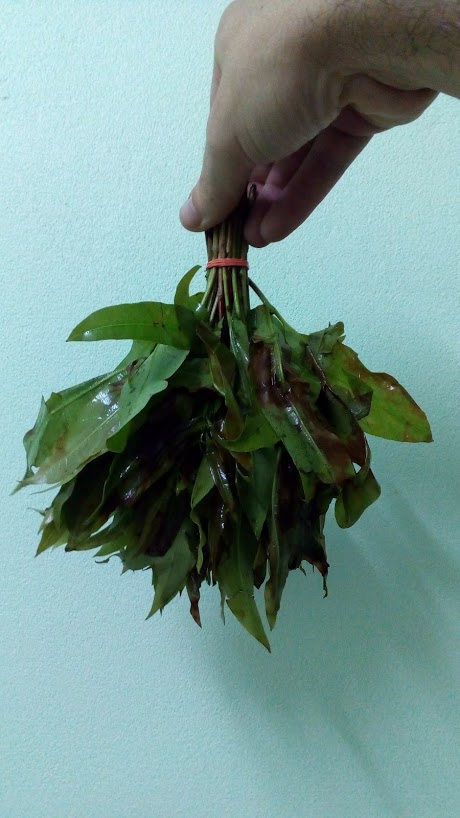
Пучок молодих листків Cratoxylum formosum на ринку в Убонрачатані

Дерево висотою 35 метрів із колючим стовбуром та гілками з червонуватими краплями живиці. Листя гладкі, знизу білуваті, ніжні молоді листки мають червоний відтінок. Квіти 15 мм у діаметрі, рожево-пурпурні зібрані у пучки. Плід зеленувато-коричнева коробочка 15 мм довжини, що містить багато плоских крилатих насінин.

## Поширення та середовище існування
Розповсюджене дерево в Індокитаї, Малайзії, Андаманських остовах, Суматрі, Борнео, Філіппінах.

## Практичне застосування
Має цінну деревину, яку легко обробляти. Продається під назвою «мампат».

У Лаосі та Таїланді молоді листя споживається у їжу під назвою «тіу» (тай. ผักติ้ว, лаос. ໄມ້ຕີ້ວ). Має кислий смак.